# IAMX
IAMX é o projeto solo do Chris Corner, vocalista do Sneaker Pimps. As letras são principalmente centradas em temas como sexo, morte, emoções, decadência, religião, alienação e alusões à política. Corner atualmente vive em Berlim, onde ele encontrou "o espírito de se importar menos com a indústria da música e tomar um caminho independente." Desde 2014, Chris mudou-se para Los Angeles. "Los Angeles,  you took care of me...".

## Discografia

### Álbuns
- Kiss + Swallow (Recall)
- The Alternative (61seconds)
- Kingdom of Welcome Addiction (61seconds)
- Volatile Times
- The Unified Field
- Metanoia

### EPs, Remixes e Álbuns Ao Vivo
- Your Joy Is My Low (Acute Music)
- Your Joy Is My Low Remixes (Anorak Supersport)
- Live in Warsaw (61seconds)
- IAMIXED (NoCarbon)
- Dogmatic Infidel Comedown OK (61seconds)
- Everything Is Burning (Metanoia Addendum)

### Singles
| Ano  | Lançamento                                   | Gravadora                                                                          | Álbum                        |
| ---- | -------------------------------------------- | ---------------------------------------------------------------------------------- | ---------------------------- |
| 2004 | "Kiss and Swallow"                           | Tennis Schallplatten                                                               | Kiss + Swallow               |
| 2006 | "Spit It Out"                                | 61seconds, Major Records                                                           | The Alternative              |
| 2006 | "The Alternative"                            | Major Records                                                                      | The Alternative              |
| 2007 | "Nightlife"                                  | 61seconds. Major Records                                                           | The Alternative              |
| 2008 | "The Alternative"                            | Fiction, No Carbon, Genepool (apenas UK)                                           | The Alternative              |
| 2008 | "Spit It Out"                                | Fiction, No Carbon, Genepool (apenas UK), Metropolis Records (apenas US)           | The Alternative              |
| 2008 | "President"                                  | 61seconds, Fiction,No Carbon, Genepool (apenas UK), Metropolis Records (apenas US) | The Alternative              |
| 2009 | "Think of England"                           | 61seconds, Metropolis Records (apenas US + digital)                                | Kingdom of Welcome Addiction |
| 2009 | "Tear Garden"                                | 61seconds, Metropolis Records (apenas US + digital)                                | Kingdom of Welcome Addiction |
| 2009 | "My Secret Friend" (com Imogen Heap)         | 61seconds, Metropolis Records (apenas US + digital)                                | Kingdom of Welcome Addiction |
| 2011 | "Ghosts of Utopia" (digital)                 | BMG Rights Management                                                              | Volatile Times               |
| 2011 | "Bernadette" (digital)                       | BMG Rights Management                                                              | Volatile Times               |
| 2011 | "Volatile Times"                             | BMG Rights Management                                                              | Volatile Times               |
| 2012 | "The Unified Field/Quiet The Mind" (digital) | 61seconds                                                                          | The Unified Field            |
| 2013 | "I Come With Knives"                         | 61seconds                                                                          | The Unified Field            |
| 2013 | "Come Home"                                  | 61seconds                                                                          | The Unified Field            |
| 2015 | "Happiness"                                  |                                                                                    | Metanoia                     |
| 2015 | "Oh Cruel Darkness Embrace Me"               |                                                                                    | Metanoia                     |
| 2016 | "North Star"                                 |                                                                                    | Metanoia                     |

### Vídeos musicais
| Ano  | Título                               | Director                      |
| ---- | ------------------------------------ | ----------------------------- |
| 2004 | "Kiss and Swallow"                   |                               |
| 2005 | "Missile" (versão do banho)          |                               |
| 2005 | "Missile" (segunda versão)           | Martin Wilk                   |
| 2006 | "Spit It Out"                        | Hans Hammers Jr.              |
| 2006 | "President"                          | Hans Hammers Jr.              |
| 2008 | "Song of Imaginary Beings"           | Verena Jabbs                  |
| 2009 | "Think of England"                   | Michel Briegel                |
| 2009 | "Tear Garden"                        | Graeme Pearce                 |
| 2009 | "My Secret Friend" (com Imogen Heap) | Chris Corner                  |
| 2009 | "I Am Terrified" (Alec Empire Remix) | Chris Corner                  |
| 2011 | "Ghosts of Utopia"                   | Chris Corner                  |
| 2011 | "Dance With Me"                      | Chris Corner                  |
| 2011 | "Bernadette"                         | A Nice Idea Every Day         |
| 2011 | "Volatile Times"                     | Michel Briegel                |
| 2013 | "The Unified Field"                  | Adam Anthony                  |
| 2013 | "Quiet the Mind"                     | Chris Corner / Danny Drysdale |
| 2013 | "I Come With Knives"                 | Michel Briegel                |
| 2013 | "Come Home"                          | Chris Corner / Janine Gezang  |
| 2015 | "Happiness"                          | Chris Corner                  |
| 2015 | "Oh Cruel Darkness Embrace Me"       | Danny Drysdale                |
| 2016 | "North Star"                         | Chris Corner                  |